# Complex Hell Gap
El complex Hell Gap és una cultura Plano del 10.060 a 9.600 abans de la nostra era.  Rep el seu nom del jaciment arqueològic de Hell Gap, al comtat de Goshen, Wyoming.
A més del jaciment arqueològic Hell Gap, un altre jaciment arqueològic de Wyoming inclou Sister's Hill al nord-est de Wyoming i un lloc de la matança del bisó prop de Casper (Wyoming). El lloc de matança de bisó Jones-Miller és l'únic jaciment del complex Hell Gap a Colorado.
punxa Hell Gap
Les puntes lítiques Hell Gap eren allargades i de fulla convexa.